# Mohamad Afash
Mohamad Afash est un footballeur syrien né le 21 janvier 1968.

## Carrière
- 1988-1993 : Al Ittihad Alep ( Syrie)
- 1993-1997 : AO Proodeftiki ( Grèce)
- 1997-2004 : Ionikos Le Pirée ( Grèce)
- 2004-2005 : Al Ittihad Alep ( Syrie)

## Palmarès
- Championnat de Syrie de football : 1993, 2005
- Coupe de Syrie de football : 2005
- Meilleur buteur du Championnat de Syrie 1991-1992 (19 buts)